# Люлевиці
Люлевиці (пол. Lulewice) — село в Польщі, у гміні Білоґард Білоґардського повіту Західнопоморського воєводства.
Населення — 205 осіб (2011).
У 1975—1998 роках село належало до Кошалінського воєводства.

## Демографія
Демографічна структура станом на 31 березня 2011 року:
|          | Загалом | Допрацездатний вік | Працездатний вік | Постпрацездатний вік |
| -------- | ------- | ------------------ | ---------------- | -------------------- |
| Чоловіки | 101     | 21                 | 74               | 6                    |
| Жінки    | 104     | 33                 | 61               | 10                   |
| Разом    | 205     | 54                 | 135              | 16                   |